# Valentin (général byzantin)
Pour les articles homonymes, voir Valentin.
Valentin, Valentinos ou Valentinianus (en grec : Οὐαλεντῖνος / Βαλεντῖνος ), mort en 644, est un général byzantin et un usurpateur.

## Biographie
Selon Sébéos, Valentin était d'origine arménienne, descendant de la famille royale des Arsacides,. Christian Settipani le fait fils de Jean Mystacon et de sa femme Placidia, et petit-fils d'Artabanès et de sa femme Praejecta (mais pour d'autres, Jean Mystacon ne serait pas un Arsacide ni même d'origine arménienne). En 646, le chroniqueur Sébéos mentionne le mariage de Smbat V Bagratouni avec une princesse arsacide, fille du magistros Manuel, préfet d'Égypte en 634 et décédé en 651, et parente de l'empereur Constant II. L'étude des parentés de l'empereur montrent que c'est sa femme Fausta qui est arsacide, ainsi que son père Valentinos, qui est associé au trône de 641 à 644. Valentinos et Manuel pourraient très bien être frères (ou, selon Christian Settipani, oncle et neveu) et petit-fils du général Artabanès.
Il a d'abord été membre de la suite du sacellaire Philagrios et a été chargé en 641 par l'empereur Constantin III de distribuer de l'argent aux troupes en vue de garantir leur loyauté envers le prince héritier Constant contre la faction d'Héraclonas et de l'impératrice douairière Martine. Il est possible qu'il ait été désigné comme général avec les pleins pouvoirs sur l'armée byzantine ou qu'il fut comte de l'Opsikion.
Cependant, à la mort l'empereur Constantin en mai 641, Martine et son fils Héraclonas prennent le pouvoir, tandis que les loyalistes de Constant, et notamment Philagrios, sont bannis. Valentin, qui était alors en mission, obtient le soutien de l'armée et mène les troupes de Chalcédoine à travers le Bosphore vers Byzance et exige que Constant soit coempereur. Cédant à la pression, Héraclonas couronne Constant comme coempereur à la fin du mois de septembre. Dans le but de réduire la portée de cet acte, Heraklonas élève également deux de ses jeunes frères, David et Marinus, au rang de coempereur en même temps. Valentin est lui-même « récompensé » en recevant le titre de comte des Excubites et de césar. Malgré tout, selon le récit de Sebeos, c'est Valentin qui provoque la chute finale et la mutilation de Martine et d'Héraklonas quelques mois plus tard et impose Constant comme empereur unique,.
Au début de 642, Valentin est donc devenu l'homme le plus puissant de l'Empire byzantin, et a apparemment reçu des honneurs quasi-impériaux, notamment en étant autorisé à porter la pourpre impériale. En même temps, il est nommé commandant en chef de l'armée byzantine, et sa fille Fausta est mariée au jeune empereur Constant II et proclamée Augusta. En 643/644, Valentin mène une campagne contre les Arabes, en menant une attaque concertée avec un autre général arménien nommé David pour les prendre en tenaille. Mais l'armée de Valentin est mise en déroute et lui-même panique et s'enfuit, abandonnant son trésor aux Arabes.
En 644, Valentin tente d'usurper le trône de son gendre. Il marche sur Constantinople avec ses troupes et demande à être couronné empereur. Sa candidature au trône échoue, car la population de la capitale et les hommes à la tête de l'État, parmi lesquels le patriarche Paul II, rejettent sa demande. Selon les chroniqueurs, la population a d'abord lynché ses émissaires, avant de le tuer lui-même.
Une autre fille avait été mariée au consul Bardanes, fils d'Artabastos et d'une fille de Philippicus et de sa femme Gordia, sœur de l'empereur Maurice (issus d'une colonie arménienne à Pergame ?). Selon Christian Settipani, Artabastos était fils de Vardan III Mamikonian. Ils furent les grands-parents paternels de l'empereur Philippicos.